# Mare nostrum
Mare nostrum (latin ’vårt hav’) var det romerska namnet för Medelhavet. Det har på senare år kommit att återanvändas både inom politik och idrott

## Senare användning
Termen blev använd igen av Benito Mussolini, som fascistisk propaganda liknande Adolf Hitlers Lebensraum.
Begreppet har gett namn åt en återkommande tävlingsserie i simning med samma namn – Mare Nostrum (simning) – varje sommar. Tävlingsserien bildades 1994 och inkluderade fram till 2005 även en tävling i Rom. Sedan dess arrangeras tävlingarna i Frankrike (Meeting Arena i Canet-en-Roussillon), Spanien (Gran Premi Internacional Ciutat de Barcelona, en årlig tävling grundad 1980 i Barcelona) och Monaco (International Swimming Meeting of Monte-Carlo, arrangerade sedan 1985). Tävlingarna arrangeras under juni månad, med en två dagar lång tävling på varje ort.